# あやめ2号
あやめ2号（英語: Experimental Communications Satellite - b、ECS-b）は、宇宙開発事業団（NASDA）が打ち上げた人工衛星（実験用静止通信衛星）である。静止衛星軌道への投入には失敗した。

## 目的
ミリ波周波数帯の通信実験と電波伝播特性の調査、追跡管制技術・姿勢制御技術などの静止衛星関連技術の確立を目的とする。

## 特徴
あやめのプロトフライトモデル（PFM）として製作された予備衛星であり、設計・機器構成はあやめと同一である。

## 打ち上げ
1980年2月22日にN-Iロケット6号機で種子島宇宙センターから打ち上げられ、静止トランスファ軌道に投入された。2月25日13:46にアポジモータへ点火し、ドリフト軌道への移行を行ったが、点火8秒後に衛星との通信が途絶し、静止軌道への投入に失敗した。
原因はブラックボックスとして輸入したエアロジェット製アポジモータの爆発だと見られており、後の調査で、あやめ及び本機で用いたものと同一ロットのアポジモータには泡や剥離といった製造欠陥があったことが明らかとなった。この失敗の後、宇宙開発事業団により国産アポジモータの開発が開始された。